# Swallow the Sun
Swallow the Sun — финская группа из Йювяскюля, играющая в жанре дэт-дум-метал, основанная в 2000 году гитаристом Юхой Райвио и драммером Паси Пасаненом.

## История группы

### The Morning Never Came(2003)
Группа была сформирована в Йювяскуюля весной 2000 года Юхой Райвио и Паси Пасаненом, ранее игравшими в группе Plutonium Orange. Вместе они создали несколько песен, одной из которых была Through Her Silvery Body, которая в итоге вышла на их первом демо Out of This Gloomy Light. В 2001 году к группе присоединились гитарист Маркус Ямсен, которого Райвио и Пасанен знали по предыдущим коллективам, и вокалист Микко Котамяки из Funeris Nocturnum, а вскоре после первой репетиции также басист Матти Хонконен и клавишник Алекси Мунтер. Весной 2002 года они начали готовить репертуар для своей первой демозаписи, выпущенной в январе 2003 года. Запись осуществлялась в студии Sam’s Workshop совместно с Сами Кокко.
«Все, что я хотел, — это канал для упокоения внутренних демонов и создать музыку, которая имеет значение. Кому интересно, будет ли это doom или pop музыка? Пока это идёт на 100 % от сердца, цель можно считать достигнутой», — Юха Райвио для AMF Music Publishing.
Через несколько месяцев после записи первого демо был подписан контракт с лейблом Firebox Records. В течение следующих трёх недель они записали свой дебютный альбом The Morning Never Came, в треклист которого помимо новых песен вошли также композиции с их первого демо Out of This Gloomy Light. Обложку к альбому создал Туомо Лехтонен (Tuomo Lehtonen), а вся лирика была написана Микко Котомяки.

### Ghosts of Loss(2005)
В феврале 2005 года Swallow the Sun выпустили свой второй альбом Ghosts of Loss. Партии женского вокала в песнях The Giant и Gloom, Beauty And Despair исполнила Марья Саволайнен (Marja Savolainen), а обложку также как и к предыдущему альбому создал Туомо Лехтонен. Сингл «Forgive Her…» занял четвёртое место в списке в топе Национального чарта Финляндии в первую же неделю релиза и продержался на вершине шесть недель. Их альбом также вошёл в чарт, заняв восьмое место между альбомами Гвен Стефани и System of a Down. В этом же году Swallow the Sun были номинированы на премию Finnish Metal Awards в номинации «Лучшая обложка» и «Лучшая группа».

### Hope(2007)
В 2006 году был подписан контракт с Spinefarm Records. В том же году группа совершила концертное турне по Европе.
В январе 2007 года вышел третий альбом — Hope, который включает в качестве бонуса кавер-версию песни Timo Rautiainen & Trio Niskalaukaus «Alavilla mailla» (переведённую на английский и названную «These Low Lands»), исполненную фронтменом группы Amorphis Томи Йоутсеном. Также в записи альбома принял участие Йонас Ренксе из Katatonia, который поёт в песне «The Justice of Suffering». Сингл Don’t Fall Asleep, записанный совместно с фронтменом Iconcrash Яани Пеуху был выпущен в январе 2007 года занял в Национальном чарте Финляндии третью позицию, как и сам альбом.
В конце 2007 они отправились в первый тур по Северной Америке вместе с Katatonia, Scar Symmetry и Insomnium, позже также посетив Португалию, Испанию и Европу. Всего группа отыграла более ста концертов. В ноябре 2007 года они выпустили концертное видео Doomed to Walk the Earth в качестве отчёта с прошедшего тура.

### Plague of Butterflies(2008)
В начале 2008 года группа приступила к записи мини-альбома Plague of Butterflies, который был выпущен в сентябре того же года. В октябре группа анонсировала тур в декабре по Великобритании из 10 лайв-шоу в поддержку группы Apocalyptica. Этот мини-альбом стал первой работой группы, где лирика и музыка целиком принадлежала только Юхе Райвио.

### New Moon(2009)
18 мая 2009 года группу покинул барабанщик Паси Пасанен, а его место занял Кай Хахто из финской мелодик-дэт-метал группы Wintersun.
В июне и июле 2009 года Swallow the Sun провели в Швеции три недели записи вместе с продюсером Йенсом Богреном. Итогом их работы стал выпущенный в ноябре 2009 года на Spinefarm Records следующий студийный альбом Swallow the Sun, получивший название New Moon. Альбом вошёл в десятку лучших в чартах Финляндии.

### Emerald Forest and the Blackbird(2012)
Emerald Forest and the Blackbird является пятым студийным альбомом группы, который был выпущен 1 февраля 2012 года на Spinefarm Records. На этот раз в гостевом составе присутствовали два женских голоса: Анетт Ользон из Nightwish, исполнившая вокальную партию в песне Cathedral Walls, а также Алия Стэнбридж, записавшая партии для песен Emerald Forest And The Blackbird и Labyrinth Of London (Horror Pt. IV).
Группа постоянно гастролировала в течение 2012 и 2013 годов, выступая в Европе с Paradise Lost, и в конечном счёте даже дав концерты в Токио и Китае. В июне 2014 года они отправились в ещё одно европейское турне, чтобы отметить десятую годовщину The Morning Never Come, а затем сыграли в Бразилии. В июле того же года Хахто ушёл из Swallow the Sun и присоединился к составу Nightwish как постоянный участник. Изначально и Хахто, и другие участники группы, утверждали, что его уход временен, и ударник вернётся, когда расписание Nightwish позволит это. Но 3 декабря 2014 года Swallow the Sun анонсировали, что Кай Хахто больше не является участником группы, а новым драммером группы станет Юуусо Раатикайнен.

### Songs from the North I, II & III(2015)
В 2015 году группа разорвала контракт со Spinefarm Records и заключила новый уже с Century Media Records. Благодаря сочинённому ранее материалу Swallow the Sun смогли в кратчайшие сроки приступить к процессу записи нового альбома. В июне 2015 года Юха Райвио объявил, что благодаря богатству материала будет выпущен тройной альбом под названием Songs from the North I, II & III, три отдельные, но связанные между собой части альбома, в которых демонстрировались различные аспекты музыкальной личности Swallow the Sun. В списке приглашённых вокалистов альбома были отмечены Алия Стэнбридж (бэк-вокал, а также работа над оформлением альбома), Сара Элизабет Вулфхарт (песни The Memory Of Light и Lost & Catatonic), Каиса Вала (Songs From The North) и Яани Пеуху (бэк-вокал на первой части альбома и вокал на второй).
В течение трех недель, с середины октября до начала ноября, группа демонстрировала по одной песни из каждой части концепции во время тура по США и Европе. Группа выпустила альбом Songs from the North I, II & III 13 ноября 2015 года. После этого Swallow the Sun отправились в масштабный мировой тур.
18 апреля 2016 года произошла трагедия — в возрасте 39 лет скончалась Алия Стэнбридж, возлюбленная идейного основателя группы Юхи Райвио. Алия Стэнбридж внесла большой вклад в творчество Swallow the Sun и эта трагедия не прошла незаметно для участников группы и фанатов. Юха Райвио закончил постпродакшн альбома и выпустил его уже после её смерти, но впоследствии отступил от выступлений в течение почти двух с половиной лет. Её смерть заставила Райвио переключить свои силы с Swallow the Sun на группу Стэнбридж Trees of Eternity, в рамках которой он выпустил единственный полноформатный альбом коллектива уже после смерти Алии. Спустя год после смерти Алии Стэнбридж Юха Райвио также создал группу Hallatar, основанную целиком на её творчестве.
Также в 2016 году клавишник Алекси Мунтер покинул группу и музыкальный бизнес в целом. Двумя годами позже, в мае 2018 года, и гитарист Маркус Ямсен покинул группу после семнадцати лет сотрудничества. По словам Ямсена к этому решению его привели сразу две причины. Первой из них является ухудшающееся здоровье. Последние годы Ямсен испытывал проблемы со слухом, которые для него, как для музыканта, являлись передовыми. Беспокойство за своё состояние и невозможность качественно продолжать работу в группе заставили Маркуса задуматься о данном решении, но второй причиной стало отсутствие мотивации. Ямсен признался, что за долгие 17 лет, которые он провёл со Swallow the Sun, ему становилось всё труднее путешествовать и выступать.
Спустя несколько недель Swallow the Sun сообщили, что Ямсена временно заменит их давний друг и гастролирующий гитарист Юхо Ряйхя.

### When a Shadow Is Forced into the Light(2019)
В ноябре 2018 года группа объявила на своей официальной странице в Facebook, что их седьмой альбом будет носить название When a Shadow Is Forced into the Light. и его выход состоится 25 января 2019 года на лейбле Century Media. Позже группа также анонсировала ещё один релиз — мини-альбом под названием Lumina Aurea (Золотые огни, — лат.), содержащий в себе 14-минутный эпический сингл и его инструментальную версию, релиз которого запланирован на 21 декабря в период зимнего солнцестояния и самой длинной ночи года. На заглавный трэк мини-альбома также было выпущено видео, режиссёрами и продюсерами которого выступили Аапо Лахтела и Веса Ранта. Сама композиция Lumina Aurea была записана при участии Эйнара Сельвика из Wardruna и Марко И. Беневенто из The Foreshadowing.

Автор лирики Юха Райвио прокомментировал необходимость выпустить Lumina Aurea раньше и отдельно от самого альбома следующим образом: 
«Lumina Aurea — песня, которую я бы никогда не хотел написать. Это открытая кровоточащая чёрная рана последних двух с половиной лет моей жизни. Но я должен был написать это. Я не мог отступить. То, как я написал и записал Lumina Aurea, было настолько тяжело эмоционально и физически, что я думаю, никогда не буду говорить об этом публично. Я знаю, что этот путь будет продолжаться вечно, как часть меня, но я также дал себе слово, что никогда не смирюсь с этим. И что эта жизнь и это путешествие должны продолжаться ещё некоторое время для тех из нас, кто остался. Я знал, что если пойду по этому пути ещё глубже, с альбомом, таким как Lumina Aurea, то это хорошо не закончится. Но, я быстро осознал, что вместо этого я напишу альбом, который будет громким манифестом, провозглашающим, что, в конце концов, „Любовь всегда сильнее смерти“. Таким и получился When a Shadow is Forced into the Light. Этот альбом для меня как оружие. Горящий свет, пылающий факел. Победоносный и гордый» 
Лозунгом нового релиза стала латинская фраза «Mors fortior quam vita est, amor fortior quam mors est», что в переводе «Смерть сильнее жизни, но любовь сильнее, чем смерть» в память об возлюбленной Юхи Алии Стэнбридж. Название альбома было взято также из лирики, написанной Алией. Главным автором всех песен на этом альбоме Swallow the Sun стал Юха Райвио, и только Clouds on your Side была написана Микко Котомяки.
После анонса нового альбома также стало известно, что составе Swallow the Sun. произошли изменения. К Swallow the Sun присоединились двое новых участников — гитарист Юхо Ряйха (Before The Dawn, Gloria Morti) и Яани Пеуху (экс-Chaoslord, Iconcrash), занявший место клавишника и второго вокалиста. Ранее Пеуху уже принимал участие в творчестве Swallow the Sun — от записи бэк-вокала в альбоме Hope до продюсирования концепции Songs from the North I, II & III. На этот раз его появление ознаменовалось также появлением чистого вокала в альбоме When A Shadow Is Forced Into The Light.

В одном из интервью Яани Пеуху прокомментировал своё участие в создании альбома и нынешнем составе группы: 
«Для меня самым главным в музыке всегда были эмоции и оригинальность. Я всегда восхищался тем, как Swallow The Sun превращает мрачность в состояние, которое уносит вас куда-то далеко. В один момент музыка разрывает душу на части, следующая песня наоборот поднимает ваш дух. Их музыка может даже взять часть вашего бремени и превратить во что-то прекрасное. Я много гастролировал с ребятами после того, как мы вместе создали тройной альбом Songs from the North и стал частью этой прекрасной семьи. Теперь я очень горжусь, что могу назвать Swallow The Sun своей группой, одной из самых уникальных и амбициозных групп на металлической сцене» 

## Музыкальный стиль и влияние
По словам Тапио Вильска, группа Swallow the Sun является «лучшим музыкальным экспортом Финляндии».

## Состав
Текущий состав
- Юха Райвио (Juha Raivio) — гитара, клавишные (2000-настоящее время)
- Микко Котамяки (Mikko Kotamäki) — вокал (2001-настоящее время)
- Матти Хонконен (Matti Honkonen) — бас-гитара (2001-настоящее время)
- Юуусо Раатикайнен (Juuso Raatikainen) — ударные (2014-настоящее время)
- Яани Пеуху (Jaani Peuhu) — клавишные, вокал (2018-настоящее время)
- Юхо Ряйхя (Juho Räihä) — гитара (2018-настоящее время)

Бывшие участники
- Паси Пасанен (Pasi Pasanen) — ударные (2000—2009)
- Кай Хахто (Kai Hahto) — ударные (2009—2014)
- Алекси Мунтер (Aleksi Munter) — клавишные (2001—2016)
- Маркус Ямсен (Markus Jämsen) — гитара (2001—2018)

## Дискография

### Альбомы
- The Morning Never Came (2003)
- Ghosts of Loss (2005)
- Hope (2007)
- New Moon (2009)
- Emerald Forest and the Blackbird (2012)
- Songs from the North I, II & III (2015)
- When a Shadow Is Forced into the Light (2019)
- Moonflowers (2021)

### Мини-альбомы
- Plague of Butterflies (2008)

### Синглы
- «Forgive Her…» (2005)
- «Don't Fall Asleep (Horror Pt. 2)» (2007)
- «New Moon» (2009)
- «Silent Towers» (2012)
- «Lumina Aurea» (2018)

### Видеоклипы
- «Descending Winters» (2005)
- «Don’t Fall Asleep» (2007)
- «Doomed to Walk the Earth» (2007)
- «Falling World» (2009)
- «Cathedral Walls» (2012)
- «Rooms and Shadows» (2015)
- «Firelights» (2019)

### Демо
- Out of This Gloomy Light (2003)